# Rhea (ptaki)
Rhea – rodzaj ptaków z rodziny nandu (Rheidae).

## Zasięg występowania
Rodzaj obejmuje nielotne gatunki lądowe, zamieszkujące Amerykę Południową. 

## Charakterystyka
Długość ciała 92,5–140 cm, masa ciała 15–25 kg (wyjątkowo do 40 kg). Są to szybko biegające nieloty o stosunkowo długich skrzydłach. Długie nogi posiadają trzy palce. Pióra bez zwartych chorągiewek, brak sterówek; dolna część szyi i górna nóg upierzona. Pokrojem przypominają strusie, są jednak od nich mniejsze. Odżywiają się pokarmem mieszanym.

## Systematyka

### Etymologia
- Rhea: Nazwa „Rhea” została nadana nandu szaremu przez niemieckiego botanika Paula Möhringa w 1752 roku, a wkrótce potem zaakceptowana przez Brissona w 1760 roku. W mitologii greckiej Reja (Rhea lub Rea) (gr. Ῥεία Rheía, Ῥέα Rhéa, łac. Rhea), to córka Uranosa i matka Zeusa, od ῥεω rheō „płynąć”, ponieważ rzeki płyną z Ziemi (γαια gaia „Ziemia”). Znaczenie tego epitetu jest nieznane, chociaż może odzwierciedlać humorystyczne zestawienie Rei jako Wielkiej Matki ze Strusiem, Wielkim Ptakiem, w komedii Arystofanesa „Ornithes”[8].
- Gauria: gr. γαυριαω gauriaō „paradować”[9]. Nowa nazwa dla Rhea Brisson, 1760.
- Pterocnemia: gr. πτερον pteron „pióro”; κνημη knēmē „noga”; nandu plamiste ma upierzoną górną część piszczela w przeciwieństwie do nandu szarego[10]. Gatunek typowy: Rhea darwinii Gould, 1837 = Rhea pennata d’Orbigny, 1834.

### Podział systematyczny
R. pennata w niektórych ujęciach systematycznych umieszczany jest w monotypowym rodzaju Pterocnemia, lecz jest blisko spokrewniony z R. americana i dochodzi między nimi do wypadków krzyżowania się. Do rodzaju należą następujące występujące współcześnie gatunki:
- Rhea americana (Linnaeus, 1758) – nandu szare
- Rhea pennata d’Orbigny, 1834 – nandu plamiste

oraz gatunki wymarłe:
- Rhea mesopotamica (Agnolín & Noriega, 2012)[15]
- Rhea pampeana Moreno & Mercerat, 1891[16]
- Rhea subpampeana Moreno & Mercerat, 1891[16]